# Brachiaria distachya
Brachiaria distachya är en gräsart som först beskrevs av Carl von Linné, och fick sitt nu gällande namn av Otto Stapf. Brachiaria distachya ingår i släktet Brachiaria och familjen gräs. Inga underarter finns listade i Catalogue of Life.